# 富永禎彦
富永 禎彦（とみなが さだひこ、1970年2月21日 - ）は、NHKのチーフアナウンサー。

## 人物
神奈川県横浜市出身。麻布高等学校を経て、早稲田大学法学部を卒業後、1993年に入局。
入局以来地域報道番組のキャスターや、地域情報番組のナレーションとして活躍しており、趣味はDIYである。

## 過去の出演番組
佐賀放送局時代
- ニュース630佐賀

新潟放送局時代
- 金よう夜きらっと新潟（ナレーション・2000年5月）
- 新潟ニュース845（不定期）

東京アナウンス室（1度目）時代（2001年8月 - 2006年度）
- 住まい自分流 〜DIY入門〜（2006年度）
- NHKジュニアスペシャル

熊本放送局時代（2007年度 - 2011年6月）
- クマロク!（メインキャスター→編集責任者）[3]
- ニュース845くまもと（不定期）
- ニュース645くまもと（不定期）
- 放送部副部長（アナウンス統括）
- テレメッセくまもと（編集責任者）
- くまもとの風（編集責任者）
- 熊本局制作番組の編集責任者

東京アナウンス室（2度目）時代（2011年6月 - 2013年6月）
- 首都圏ネットワーク（2012年]6月22日。村竹勝司の代理）
- NHKニュースおはよう日本 リポーター（2012年8月 - 2013年6月）
- Nスペ5min.（ナレーション・2013年4月13日）

日本語センター（2013年7月 - 2015年5月）
- ラジオニュース（不定期）
- デスク業務

東京アナウンス室（3度目）時代（2015年6月 - 2016年6月）
- 2016年4月の熊本地震 (2016年)では、かつて勤務していた熊本局に応援で派遣され、災害情報を中心にローカルニュースを担当した。
- ニュース・気象情報（2015年6月21日 - 2016年5月2日）
- NHKニュースおはよう日本（2度目）リポーター（2015年6月 - 2016年6月）

福岡放送局時代（2016年6月 - 2019年6月）
- はっけんラジオ（不定期出演）
- おはよう九州沖縄（不定期担当）
- ニュース845福岡（不定期）
- 福岡県・九州沖縄地方のニュース・気象情報（不定期）
- 放送部アナウンス専任部長
- アナウンス統括（2017年6月-2019年6月）
- 九州沖縄で働くアナウンサー・キャスターのサポート役
- 福岡放送局制作番組の編集責任者

編成局時代（2019年7月 - 2023年6月）
・デスク業務
東京アナウンス室（4度目）時代（2023年7月 - ）
・デスク業務
・茨城ニュース845（水戸放送局への応援・2024年11月14日）